# Нові Павляни
45°51′ пн. ш. 16°50′ сх. д. / 45.85° пн. ш. 16.84° сх. д.
Нові Павляни (хорв. Novi Pavljani) — населений пункт у Хорватії, у Б'єловарсько-Білогорській жупанії у складі міста Б'єловар.

## Населення
Населення за даними перепису 2011 року становило 150 осіб.
Динаміка чисельності населення поселення: